# 猪俣範綱
猪俣 範綱（いのまた のりつな、生年不明 - 1192年）は、平安時代末期から鎌倉時代にかけての武将、御家人。武蔵七党の猪俣党の当主。
保元の乱で源義朝に仕えた。平治の乱では源義平の下で軍功をあげた十七騎の雄将として知られている。また源頼朝・源義経にも仕え、一ノ谷の戦いで平盛俊を騙し討ちにしたとされている。
範綱の死後、始まりの時代は不詳だが、一族の霊を慰めるため猪俣百八燈という行事が毎年行われている。

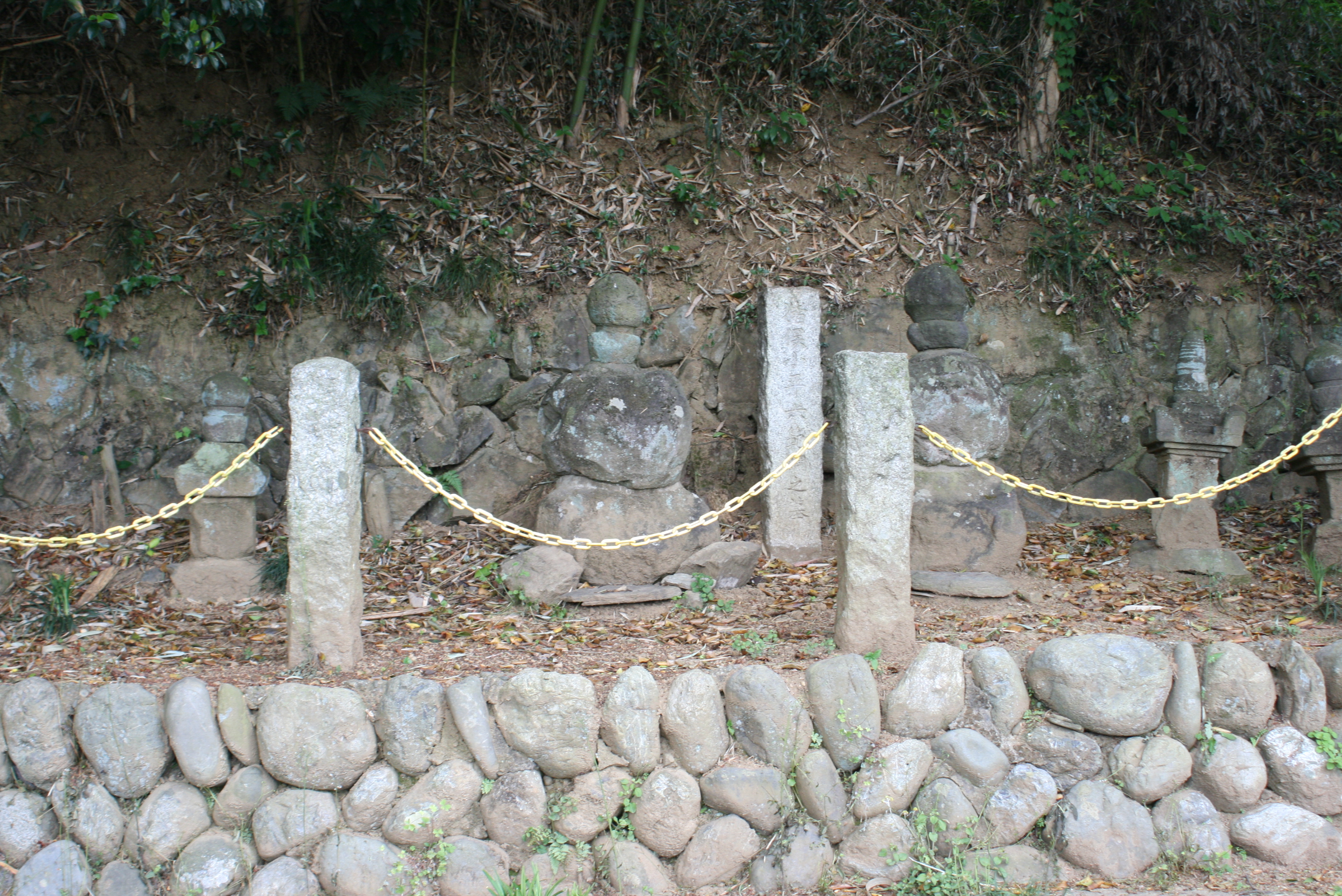
猪俣範綱の墓　高台院 (埼玉県美里町)

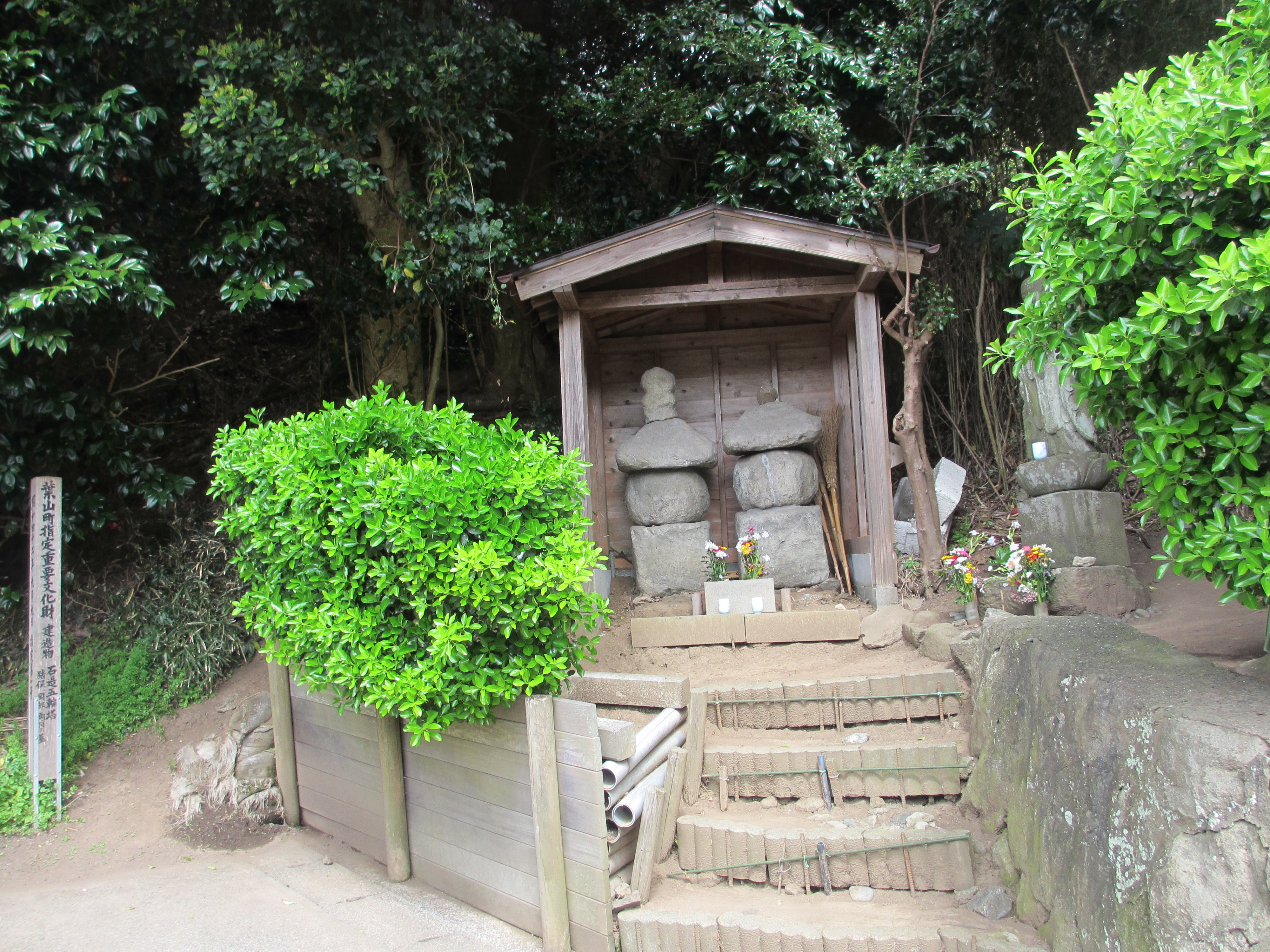
猪俣、岡部両将の墓（葉山町上山口407 寺前、最寄JR逗子駅）